# Backanterna
Backanterna (titolo inglese: The Bacchae) è un film per la televisione diretto da Ingmar Bergman. Il film è basato sulla tragedia di Euripide Le Baccanti.